# Звєриноголовське
Звіриноголо́вське (рос. Звериноголовское) — село, центр Звіриноголовського округу Курганської області, Росія.
Населення — 4060 осіб (2010, 4502 у 2002).
Національний склад станом на 2002 рік:
- росіяни — 84 %